# Vaena ochreata
Vaena ochreata là một loài bướm đêm trong họ Geometridae.